# Lê Chiêu Thống
Lê Chiêu Thống (chữ Hán: 黎昭統, * 1765; † 1793, eigentlicher Name Lê Duy Khiêm (黎維謙), nach der Thronbesteigung Lê Duy Kỳ (黎維祁)), posthumer Name Mẫn Hoàng đế (愍皇帝), war der letzte Kaiser der vietnamesischen Restaurierten Lê-Dynastie und der gesamten Lê-Dynastie.
Lê Chiêu Thống erbte den Thron um 1786 von seinem Großvater Lê Hiển Tông. Seine Herrschaft war geprägt vom Ende der Herrschaft der Trịnh-Fürsten und dem Aufstieg der Tây-Sơn-Dynastie unter Nguyễn Huệ. Als er seine Macht verlor, bat er bei der Qing-Dynastie in China um Hilfe, diese wiederzuerlangen. Dieser Versuch scheiterte jedoch, nachdem die Qing-Armee in der Schlacht von Ngọc Hồi-Đống Đa um 1789 von der Tây-Sơn-Armee unter Nguyễn Huệs Führung besiegt wurde. Nach dieser Niederlage erhielt er keine Unterstützung mehr vom Kaiser Qianlong und lebte bis zu seinem Tod in China. Im heutigen Vietnam wird sein Hilferuf an die Qing-Dynastie für die Wiederherstellung seiner Macht kritisiert.

## Kindheit und Jugend
Lê Duy Khiêm war der älteste Sohn des Kronprinzen Lê Duy Vĩ und der Enkel von Lê Hiển Tông, dem vorletzten Kaiser der Restaurierten Lê-Dynastie. Nachdem Khiêms Vater 1771 von Fürst Trịnh Sâm ermordet worden war, wurde Khiêm inhaftiert. Im Jahr 1783 setzte Fürst Trịnh Khải den Kronprinzen Lê Duy Cận ab und ernannte Lê Duy Khiêm zum neuen Kronprinzen der Lê-Dynastie.

## Herrschaft

### Thronbesteigung durch Nguyễn Huệ
Im Jahr 1786 führte der Tây-Sơn-General Nguyễn Huệ seine Streitkräfte nach Nordvietnam und beendete die Herrschaft der Trịnh-Fürsten, um die Macht der Lê-Dynastie wiederherzustellen. Dies wiederum führte aufgrund des schwachen und unfähigen Kaisers Lê Hiển Tông zu einem Machtvakuum und zu einer instabilen politischen Lage in Đại Việt. Als Lê Hiển Tông um 1787 starb, brachte Nguyễn Huệ auf den Rat seiner Frau Lê Ngọc Hân, Tochter des verstorbenen Kaisers Lê Hiển Tông, hin Lê Duy Khiêm auf den Thron, der bei dieser Gelegenheit seinen Geburtsnamen in Lê Duy Kỳ änderte (nicht mit dem Geburtsnamen des Kaisers Lê Thần Tông zu verwechseln) und mit der Regierungsdevise Chiêu Thống regierte. Anschließend zog sich Nguyễn Huệ mit seinen Truppen nach Phú Xuân zurück.

### Konsolidierung der kaiserlichen Macht
Nun nutzten die Trịnh-Fürsten die Gelegenheit, ihre Herrschaft wiederherzustellen. Zwei Trịnh-Erben, Trịnh Bồng und Trịnh Lệ, machten ihre Ansprüche auf den Fürstenthron geltend. Kaiser Lê Chiêu Thống ernannte Trịnh Bồng zum Trịnh-Fürsten, was einen Aufstand durch Trịnh Lệ auslöste. Nachdem Trịnh Bồng die Streitkräfte von Trịnh Lệ besiegt hatte, wurde er zum mächtigsten Mann in Nordvietnam. Ganz Nordvietnam versank im Chaos, was Kaiser Lê Chiêu Thống dazu zwang, Nguyễn Hữu Chỉnh, der Tây-Sơn-Gouverneur von Nghệ An, um Hilfe zu bitten. Im Dezember 1786 führte Nguyễn Hữu Chỉnh eine Armee nach Norden, besiegte die Trịnh-Armee, zwang Trịnh Bồng zur Flucht und eroberte Thăng Long. Nachdem er die Region befriedet hatte, missbrauchte Nguyễn Hữu Chỉnh die Macht für seine eigenen Interessen und beeinträchtigte somit die Pläne von Nguyễn Huệ. Als Nguyễn Huệ vom Machtmissbrauch des Nguyễn Hữu Chỉnh erfuhr, schickte er einen General namens Vũ Văn Nhậm mit einer Armee nach Norden, um Thăng Long (das heutige Hanoi) anzugreifen. Im November 1787 besiegte Vũ Văn Nhậm Nguyễn Hữu Chỉnh, tötete Chỉnh und besetzte am Ende Thăng Long. Daraufhin übernahm Nhậm selbst die Macht. Nguyễn Huệ schickte zwei weitere Generäle, um Vũ Văn Nhậm aus dem Weg zu räumen und Thăng Long zurückzuerobern. Im April 1788 wurde Vũ Văn Nhậm aufgrund seines Machtmissbrauchs und seines Verrats an den Tây Sơn Hingerichtet.

### Zeit in China und Appell an der Qing-Dynastie
Gleichzeitig mit Vũ Văn Nhậm Niederlage floh Lê Chiêu Thống in den äußersten Norden Vietnams. Er lehnte Nguyễn Huệs Einladungen zur Rückkehr auf dem Thron ab. Er versammelte eine kleine Armee von Anhängern der Lê-Dynastie und schickte seine Familie nach China, um Qianlong, den Kaiser des Qing-Reiches, um Hilfe zu bitten. Qianlong stimmte zu und schickte eine große Armee nach Vietnam. Unter dem Banner des Lê-Königs vertrieb die große Qing-Armee mühelos die Tây-Sơn-Streitkräfte aus Nordvietnam und nahm Thăng Long ein. Nach der Qing-Besetzung Vietnams setzte der Qing-Vizekönig Sun Shiyi Lê Chiêu Thống als Marionettenherrscher ein. Obwohl Lê Chiêu Thống nicht über große Macht verfügte, begann er, sich blutig an den Anhängern der Tây-Sơn-Dynastie zu rächen und zwang das Volk, ihn trotz Krieg und Hungersnot mit Lebensmitteln zu versorgen.
Die Aktionen von Lê Chiêu Thống und die Qing-Invasion gaben Nguyễn Huệ die Chance, offiziell den Thron zu besteigen. Damit gewann Nguyễn Huệ beim Volk an Popularität. Am 22. Dezember 1788 erklärte sich Nguyễn Huệ zum Kaiser Quang Trung und verkündete offiziell das Ende der Lê-Dynastie. Anschließend führte er eine Offensive nach Norden an. Obwohl die Tây-Sơn-Armee kleiner war, besiegte sie die zahlreicheren, aber unvorbereiteten Qing-Truppen in einer Reihe von Schlachten während der Tết-Nguyên-Đán-Feier 1789. Lê Chiêu Thống floh nach der Niederlage der Qing-Armee nach China, was das Ende der Lê-Dynastie bedeutete.

## Exil in China
Nach dem Krieg sandte Nguyễn Huệ einen Antrag auf Anerkennung an China, der unter Auflagen angenommen wurde. Das Qing-Reich erkannte Nguyễn Huệ als neuer Herrscher Vietnams an und verlieh ihm den Titel „An Nam Quốc Vương“ (König von Annam). Von diesem Zeitpunkt an erhielt Lê Chiêu Thống keine Unterstützung mehr von der chinesischen Qing-Dynastie.
Lê Chiêu Thống und hochrangige Lê-Loyalisten flohen aus Vietnam, um in Qing-China Asyl zu suchen. Sie gingen nach Peking, wo Lê Chiêu Thống zum Mandarin vierten Ranges ernannt wurde. Die Lê-Loyalisten niedrigeren Ranges wurden entsandt, um Ländereien in China zu kultivieren und sich der Armee der Grünen Standarte in Sichuan und Zhejiang anzuschließen. Dort nahmen sie die Kleidung und den typischen Zopf an. Somit wurden sie zu eingebürgerten Untertanen der Qing-Dynastie, was ihnen Schutz vor vietnamesischen Auslieferungsforderungen bot.
Lê Chiêu Thống verbrachte den Rest seines Lebens in China.

## Tod und Nachleben
Lê Chiêu Thống starb in China um 1793.
Als Gesandte der Nguyễn-Dynastie China um 1802 besuchten, forderten die Anhänger der Lê-Dynastie Kaiser Jiaqing auf, die sterblichen Überreste von Lê Chiêu Thống nach Vietnam zurückbringen zu dürfen. Jiaqing stimmte zu und ließ auch alle in China inhaftierten Anhänger von Lê Chiêu Thống frei.
Die sterblichen Überreste von Lê Chiêu Thống wurden im Dorf Bàn Thạch in der vietnamesischen Provinz Thanh Hóa begraben. Posthum wurde ihm der Titel Mẫn Đế (愍帝) verliehen.